# GO! ハイロウズ GO!
『GO! ハイロウズ GO!』（ゴー! ハイロウズ ゴー!）は、日本のロックバンド、THE HIGH-LOWSの2枚目のミニ・アルバム。1999年12月1日発売。発売元はキティ。

## 概要
- ミニ・アルバムと銘打たれているが、実際は1999年に行われた「バームクーヘンツアー」でのライブを模様を収めた、ライブ・アルバムである。

## 収録曲
| 全編曲: THE HIGH-LOWS。 |                                   |            |       |
| #                       | タイトル                          | 作詞・作曲 | 時間  |
| 1.                      | 「罪と罰」                        | 甲本ヒロト | 3:46  |
| 2.                      | 「モンシロチョウ」                | 真島昌利   | 2:44  |
| 3.                      | 「ハスキー (欲望という名の戦車)」 | 甲本ヒロト | 3:03  |
| 4.                      | 「ガタガタゴー」                  | 真島昌利   | 4:09  |
| 5.                      | 「パンダのこころ」                | 真島昌利   | 3:06  |
| 6.                      | 「バームクーヘン」                | 甲本ヒロト | 2:20  |
| 合計時間:               | 合計時間:                         | 合計時間:  | 19:08 |

### 楽曲解説
「パンダのこころ」
同アルバムで唯一スタジオ録音バージョンが存在せず、このアルバムにしか収録されていない。なお、タイトルは一度「上野グルーミン」で決定し、最初にライブで演奏した時に甲本のMCでタイトルが発表されたが、観客のリアクションが薄かったため「あれ？覚えにくかったかな？まあいいや、だんだん覚えてもらおう」と発言した。しかし、同アルバムに収録された際にはサビの歌詞である「パンダのこころ」に改題されている。

## 参加ミュージシャン
THE HIGH-LOWS
- 甲本ヒロト ：ボーカル、ブルースハープ
- 真島昌利：ギター、コーラス
- 調先人：ベース、コーラス
- 大島賢治：ドラムス、コーラス